# Mike Petke
Mike Petke (nacido el 30 de enero de 1976 en Bohemia, Nueva York) es un exfutbolista estadounidense. Es el entrenador del Real Salt Lake de la MLS.

## Inicios
Mike Petke comienza su carrera colegial en 1995 con Southern Connecticut State University, con quien se convierte en campeón de la NCAA Segunda División.

## Fútbol Profesional
Tras su exitosa carrera colegial ficha por Metrostars con quien debutó en el fútbol profesional en 1998. En sus cinco temporadas en el club se convierte en el jugador que más partidos ha jugado con la institución con 134 partidos de liga (157 en todas las competiciones). En el 2000 tuvo la opportinidad de formar parte de FC Kaiserlautern en Alemania, pero rechaza la oferta del conjunto Bávaro. En el 2003 se va al D.C. United, con quien consigue una MLS Cup en el 2004. En el 2005 se va al Colorado Rapids donde se convierte en el líder de la zaga del club de Colorado por las próximos tres temporadas. Tras una temporada en que poco participa por culpa de varias lesiones, Petke recibe la carta de libertad en el 2009, y ficha por el club de sus amores, ahora conocido como Red Bull New York.

## Selección nacional
Petke ha representado a la selección nacional de los Estados Unidos en dos ocasiones. También fue capitán de la selección sub-21 de los Estados Unidos.

## Trayectoria
| Período   | Club                                  |
| --------- | ------------------------------------- |
| 1995-1998 | Southern Connecticut State University |

| Período   | Club              | Partidos (goles) |
| --------- | ----------------- | ---------------- |
| 1998-2002 | MetroStars        | 134 (5)          |
| 2003-2005 | D.C. United       | 58 (5)           |
| 2005-2008 | Colorado Rapids   | 80 (3)           |
| 2008-2010 | Red Bull New York | 35 (0)           |

| Período   | Selección      | Partidos (goles) |
| --------- | -------------- | ---------------- |
| 2001-2003 | Estados Unidos | 2 (0)            |

### Como entrenador
| Club               | País           | Año       | PJ | PG | PE | PP | Efectividad |
| ------------------ | -------------- | --------- | -- | -- | -- | -- | ----------- |
| New York Red Bulls | Estados Unidos | 2013-2015 | 82 | 34 | 23 | 25 | 50.81%      |
| Real Salt Lake     | Estados Unidos | 2017-2019 | 95 | 39 | 16 | 40 | 46.67%      |

- Datos: Q133975
- Multimedia: Mike Petke / Q133975